# Giovanna Ewbank
Giovanna Ewbank Baldacconi (São Paulo, Brazilië, 14 september 1986) is een Braziliaans actrice en model. 

## Werk

### Televisie
- 2007 - Malhação - Marcinha
- 2008-2009 - A Favorita - Maria do Perpétuo Socorro (Sharon)
- 2010 - Escrito nas Estrelas - Suely
- 2012 - Acampamento de Férias 3 - Helena
- 2013 - O Dentista Mascarado - Xurupita Girl
- 2013-2014 - Joia Rara - Cristina
- 2015 - Babilônia - Vanessa
- 2015 - Totalmente Demais - Zichzelf

### Tv-presentator
- 2009 - TV Globinho
- 2015 - Vídeo Show

### Reality Show
- 2013 - Cachorrada Vip
- 2014 - Dança dos Famosos

### Theater
- 2012 - O Grande Amor da Minha Vida